# سياف الكربي
سياف محسن الكربي لاعب كرة قدم قطري.
كانت بداياته مع نادي الريان وانتقل إلى نادي السيلية في عام 2015 و أعير إلى نادي الجيش في عام 2017 و انتقل إلى نادي الخريطيات في عام 2019 .

## روابط خارجية
- سياف الكربي على موقع Soccerway.com (الإنجليزية)